# 北香那
北 香那（きた かな、1997年8月23日 - ）は、日本の女優。アルファエージェンシー所属。

## 略歴
物心ついた時から女優を志す。高島礼子と矢田亜希子に憧れて、小学校6年生時から芸能活動を始める。
2010年、ミュージカル『赤毛のアン 〜アンからの手紙〜』に赤毛のアン役で出演する。2012年、CM NOWが主催する『第1回バーチャルCMオーディション』で榊原美紅とともにグランプリを受賞する。2013年、映画『震動』で耳の不自由な少女を演じる。
2017年、350人が応募したオーディションを突破して、テレビ東京『バイプレイヤーズ〜もしも6人の名脇役がシェアハウスで暮らしたら〜』に登場する中国人ジャスミン役に抜擢される。工場のアルバイトで中国人と関わった経験が、演技に活きることとなった。監督の松居大悟は、「もっとこの人が見たいと思えるような、目が離せない未知数な魅力を放つ北さんに賭けようと思いました。（中略）彼女の出世作にしたいです」と述べている。共演した俳優の松重豊は、「我々を前に物おじせず、こちらが刺激を受けている。6人を活性化させてくれる」と評価している。同年、月9ドラマ『貴族探偵』にゲスト出演。2018年、オーディションで「まっすぐな一生懸命さを買われて」、森見登美彦原作のアニメーション映画『ペンギン・ハイウェイ』の主演声優に選出される。声優の仕事は「夢」だったといい、今作では役と同じ小学校4年生の妹の授業参観に出かけて研究を重ねたという。8月15日、神宮球場で行われた東京ヤクルトスワローズ対読売ジャイアンツ戦の始球式に登板した。
2019年3月31日をもってトヨタオフィスとの契約を解消したことを発表した。
2023年の映画『春画先生』では濡れ場を演じた。

## 人物
3歳からバレエを習っている。特技はモノマネ。趣味はショッピングと一人カラオケで、カラオケでは大森靖子の曲をよく歌う。その他には、好きなアーティストとしてゴールデンボンバーをあげている。
女優の池脇千鶴を尊敬しており、「自然な、日常のようなセリフ回しがすごいと思いました。こういう雰囲気の女優さんになりたいです」と述べている。初めて印象に残った映画として『千と千尋の神隠し』をあげ、当時は全てのセリフを覚えていたと語っている。
中学生の頃からAKB48のヲタクで、推しだったという指原莉乃のファンであり、「（AKB48に）入ったら接近できる」と思い、AKB48のオーディションを受けることを本気で考えていたと、『行列のできる法律相談所』で指原と共演した際に明かしている。

## 評価
『バイプレイヤーズ』でプロデューサーを担当した濱谷晃一は、北を「とにかく演技がブレない。物怖じしないです。自分で考え抜いたキャラクターを現場で思い切ってぶつけてきます。演技がクリエイティブなので、台本以上にキャラクターを膨らませてくれるのも魅力的です」と評価している。
『貴族探偵』のプロデューサーである羽鳥健一は、「役作りに対する探究心の高さ、そして監督のオーダーに対する理解力と実現力の高さには圧倒的なものを感じます。醸し出す透明感も圧倒的ですね。（中略）オンとオフの切り替えの凄さも感じずにはいられませんでした。まさに憑依型の女優さん」と述べている。

## 出演
太字は主演。

### テレビドラマ
NHK
- 大河ドラマ（NHK）
  - いだてん〜東京オリムピック噺〜 第21回 - 第24回（2019年6月2日 - 23日） - 梶原 役
  - 鎌倉殿の13人（2022年7月3日・31日、8月21日・28日、10月16日、11月20日） - つつじ 役
  - どうする家康 第10・23・30・36回（2023年3月12日、6月18日、8月6日、9月24日） - お葉 役

- 柳生一族の陰謀（2020年4月11日、NHK BSプレミアム） - マン 役
- 赤ひげ3 第5回（2020年11月20日、NHK BSプレミアム） - おみつ 役
- こもりびと（2020年11月22日、NHK総合） - 倉田美咲 役
- 恋せぬふたり（2022年1月10日 - 3月21日、NHK総合） - 石川みのり 役
- 拾われた男 Lost Man Found（2022年6月26日 - 8月28日、NHK BSプレミアム・Disney+） - 吉ミラ 役
- 怖い絵本 Season6「きつね、きつね、きつねがとおる」（2022年8月22日、NHK Eテレ） - 出演と朗読
- 東京の雪男（2023年2月4日 - 3月4日、NHK Eテレ） - ヒロイン・馬場翠 役
- おとなりに銀河（2023年4月3日 - 5月25日、NHK総合） - 護国桃香 役
- 藤子・F・不二雄 SF短編ドラマ『テレパ椎』（2023年4月16日、NHK BS4K・NHK BSプレミアム） - 与脇の妻 役
- 地震のあとで 第1話『UFO が釧路に降りる』（2025年4月5日、NHK総合） - ケイコ 役

日本テレビ
- イタイケに恋して 第7話（2021年8月19日） - 宮部羽月 役
- それってパクリじゃないですか? 第4話（2023年5月3日） - ドキドキ土器子 役
- ノンレムの窓 2023 夏 第1話「夕暮れ時の葛藤」（2023年7月8日）
- 先生さようなら（2024年1月23日 - 3月26日） - 内藤由美子 役

テレビ朝日
- 相棒 season18 第1話・第2話（2019年10月9日・16日） - 岩田ミナ 役
- 科捜研の女 SEASON 19 第25話（2019年12月19日） - 張怡 役
- 警視庁ひきこもり係（2021年8月5日） - 今井純奈 役
- 魔物 (마물)（2025年4月18日 - 6月13日） - 源夏音 役

TBS
- 捜査指揮官 水城さや（2013年1月28日） - 姫川美織（少女期）役
- 18/40〜ふたりなら夢も恋も〜 第6話 -最終話（2023年8月15日 - 9月12日） - 榊原透子 役

テレビ東京
- 玉川区役所 OF THE DEAD 第7話（2014年11月5日）
- トカゲの女2 警視庁特殊犯罪バイク班（2015年8月12日） - 比嘉弥生 役
- サスペンス特別企画「仮釈放の条件 出口の裁判官 岬真斗香」（2016年3月13日） - 船川美帆 役
- バイプレイヤーズシリーズ - ジャスミン 役
  - バイプレイヤーズ 〜もしも6人の名脇役がシェアハウスで暮らしたら〜（2017年1月14日 - 4月1日）
  - バイプレイヤーズ 〜もしも名脇役がテレ東朝ドラで無人島生活したら〜（2018年2月7日 - 3月7日）
  - バイプレイヤーズ 〜名脇役の森の100日間〜（2021年1月9日 - 3月27日）

- 特命刑事 カクホの女2 第3話（2019年11月1日） - 西野香澄 役
- ひとりキャンプで食って寝る 第3話（2019年11月2日） - 井上あかり 役
- ソロ活女子のススメ 第7話（2021年5月15日） - 女性客 役

フジテレビ
- グッドモーニング・コール（2016年、FOD・Netflixで先行配信）
- 世にも奇妙な物語’17 春の特別編「一本足りない」（2017年4月29日） - 風見杏奈 役
- 貴族探偵 第5話・第6話（2017年5月15日・22日） - 桜川弥生 役
- 名探偵コジン 〜突然コマーシャルドラマ〜（2018年6月21日） - 神山結子 役
- 僕らは奇跡でできている（2018年10月9日 - 12月11日、関西テレビ） - 尾崎桜 役
- 隕石家族（2020年4月11日 - 5月30日、東海テレビ） - 門倉結月 役
- クロシンリ 彼女が教える禁断の心理術 第5話・第6話（2021年5月21日（20日深夜）・28日（27日深夜）、関西テレビ / 5月30日（29日深夜）・6月6日（5日深夜）、BSフジ） - 神田絵里 役
- アバランチ 第5話・第6話（2021年11月15日・22日、関西テレビ） - 和泉あかり 役
- 魔法のリノベ（2022年7月25日 - 9月19日、関西テレビ） - 五十嵐桜子 役
- インフォーマ（2023年1月20日 - 3月24日、関西テレビ） - ヒロイン・ナナ 役
- 最寄りのユートピア（2024年9月25日） - ヒロイン・木崎夕莉 役

その他
- 連続ドラマW（WOWOW） 
  - 楽園 第1話（2017年1月8日）
  - 事件（2023年8月13日 - 9月3日） - 坂井葉津子 役

- 浅田次郎 プリズンホテル（2017年10月7日 - 12月16日、BSジャパン） - 花沢シゲル 役
- 今夜はコの字で（BSテレ東） - 田中洋子 役
  - 今夜はコの字で（2020年1月7日 - 3月24日）
  - 今夜はコの字で Season2（2022年4月9日 - 6月26日）

- コールドケース3〜真実の扉〜 第10話（2021年2月13日、WOWOW） - 菱田雅 役
- 家電侍 第5話（2022年4月30日、BS松竹東急） - お春 役
- 口説き文句は決めている（2023年4月12日 - 、ひかりTVチャンネル） - 主演・佐伯香羽 役
- たそがれ優作（2023年10月7日 - 11月25日、BSテレビ東京・BSテレビ東京4K） - 長谷川薫 役
- 約束（2024年2月、時代劇専門チャンネル） - お蝶 役
- スナック女子にハイボールを（2024年4月5日 - 6月7日、中京テレビ） - 主演・さつき 役（山口紗弥加とW主演）

### 配信ドラマ
- 孤独のグルメ〜美味しいけどホロ苦い…井之頭五郎の災難〜 「賄い編」（2022年3月31日、Paravi / 4月1日、ひかりTV） - 店員 役[54]
- ガンニバル（2022年12月28日 -、Disney+） - 狩野すみれ 役[55]
  - ガンニバル シーズン2（2025年3月19日 - 4月23日、Disney+ Star）[56]
- インフォーマ -闇を生きる獣たち-（2024年11月7日 - 、ABEMA） - ナナ 役[57]

### ラジオドラマ
- 青春アドベンチャー（NHK-FM）
  - 「アゴラ69 〜僕らの詩（うた）〜」（2021年4月5日 - 16日） - 小早川真理子 役[58]

### 映画
- バルーンリレー （2012年6月23日）
- 震動（2012年11月18日） - 直 役
- 中学生円山 （2013年5月18日）
- 恋につきもの（2014年4月12日）
- さいはてにて-やさしい香りと待ちながら-（2015年2月28日）
- 罪の余白（2015年10月3日）
- TOO YOUNG TO DIE! 若くして死ぬ（2016年6月25日）
- ひつじものがたり（2016年）
- ネスレシアター「踊る大空港、或いは私は如何にして 踊るのを止めてゲームの ルールを変えるに至ったか。」（2016年、TBS系） - 竹本千春 役
- 黒い乙女Q（2019年5月31日） - ラナ 役
- ボクと君（2020年1月18日） - 豊田なつき 役[59]
- 繋いだ手（2020年1月30日） - 下井いち子 役
- なんのちゃんの第二次世界大戦（2021年1月9日） - 南野光 役[60]
- バイプレイヤーズ 〜もしも100人の名脇役が映画を作ったら〜（2021年4月9日） - ジャスミン 役[61][62]
- 春画先生（2023年10月13日） - 春野弓子 役[63]
- 湖の女たち（2024年5月17日） - 濱中華子 役[64][65]
- あの人が消えた（2024年9月20日） - 小宮千尋 役[66][67]
- 「桐島です」（2025年7月4日） - キーナ 役[68]

### 劇場アニメ
- ペンギン・ハイウェイ（2018年8月17日公開） - 主演・アオヤマ君 役

### 舞台
- ミュージカル「赤毛のアン 〜アンからの手紙〜」 - 赤毛のアン 役（2010年）
- デジタル博品館劇場 第4弾 悲喜交々オムニバス劇「コンプライアンスの名のもとに」（2021年）
- COCOON PRODUCTION 2022「広島ジャンゴ 2022」（2022年4月5日 - 30日、東京・Bunkamura シアターコクーン / 5月6日 - 16日、大阪・森ノ宮ピロティホール）[69]
- 彩の国さいたま芸術劇場開館30周年記念 彩の国シェイクスピア・シリーズ2nd Vol.1「ハムレット」（2024年5月7日 - 6月、彩の国さいたま芸術劇場 大ホール 他） - オフィーリア 役[70]
- ウーマンリブ vol.16「主婦 米田時江の免疫力がアップするコント6本」（2024年11月 - 12月、下北沢ザ・スズナリ / 松下IMPホール）[71]

### バラエティ番組
- ピラメキーノ/子役4人恋物語 Season14（2010年、テレビ東京）
- シャキーン!（2015年、NHK Eテレ）
- 痛快TV スカッとジャパン（フジテレビ） - 再現VTR
  - 幼なじみとの卒業式（2017年3月6日） - 相内莉緒 役
  - 星に願いを…（2017年4月24日） - 早紀 役
  - FNS27時間テレビ『樋口一葉の初恋』（2017年9月10日） - 樋口奈津 役
  - 花壇で出会った王子様（2018年8月27日） - 桑田すみれ 役
  - 僕は元クレーマー（2018年11月12日） - 春香 役
  - 大嫌いだった『あの人』（2019年6月10日） - 坂本千華 役
  - 3ヶ月限定のニセ彼氏（2019年8月5日） - 工藤みなみ 役
- めざましテレビ イマドキガール（2017年4月〜2021年3月）
- 開店！ワケあり酒場893（2017年9月28日、30日、BSジャパン）
- グレーテルのかまど スピンオフドラマIII パティシエ・ヘンゼル 時をかける魔法（2023年12月20日〈予定〉、NHK Eテレ） - 涼香 役[72]

### ミュージック・ビデオ
- R指定「スーサイドメモリーズ」（2015年）[要出典]
- PassCode「STARRY SKY」（2020年）[73]
- Cody・Lee(李)「イエロー」（2024年）[74]

### 広告
- 任天堂 ニンテンドー3DS「家族コミュニティー篇」
- FANCL 「発芽玄米 お母さんの健康マネージメント篇」（2011年） - インフォマーシャル・Web・店頭
- 岩谷産業「アナタの横顔編」（2013年）
- Attenir「届かない手紙」（2014年）
- ポカリスエット ルナ・プロジェクト「女子マネージャー篇」（2014年）
- バイドゥ株式会社「Simeji 日本語文字入力＆顔文字キーボード」（2014年）
- 雪印メグミルク「雪ミルク」（2015年）
- ドリフトスピリッツ「頑固オヤジ篇」（2015年）
- minimini「母との電話篇」（2017年）
- 全労済 人とくらしに寄り添う全労済篇・マイカー共済「声に応えるピットくん篇」（2017年）[2]
- バルサン バルサン×隕石家族 コラボレーションCM（2020年4月11日 - ） - 天野ひろゆきと共演

### 雑誌
- CM NOW（玄光社）
  - No.160 2013年1-2月号
  - No.186 2017年5-6月号
- WINE WHAT 2021年5月号（INSTYLE PUBLISHING）